# Escopeta

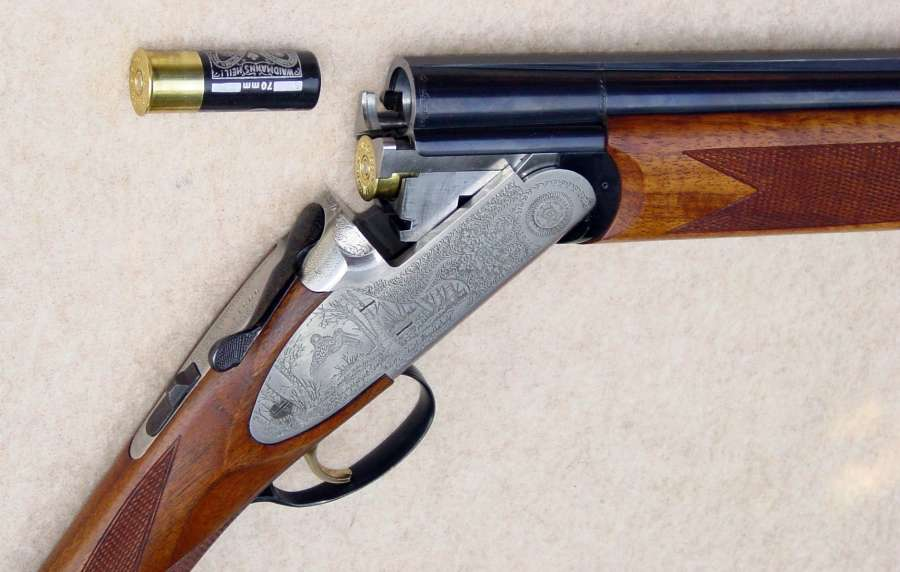
Escopeta tipus canons supersposats, mostrant la recambra i els cartutxos.

Una escopeta és una arma de foc llarga d'ànima llisa d'un o més canons. Utilitza com a munició  cartutxos que contenen la pólvora i els perdigons (petits projectils esfèrics de metall) que surten disparats amb el tret, tot i que també pot contenir una bala dins la beina. Es caracteritzen per tenir un abast més curt que els fusells, però una àrea de dany major, ja que amb cada tret hi ha múltiples projectils que es dispersen.

## Història
Fins a la primera meitat del segle xix s'utilitzava el terme escopeta per referir-se a les armes per a caça d'ocells o aus.
El tret d'una càrrega de perdigons a la caça menor ja s'esmentava a les lleis angleses el 1909, però aquest tipus d'armes no va aconseguir la seva expansió fins a les albors del segle xvii. Fins al final del segle xviii, la majoria de les escopetes tenien un únic canó. Algunes millores en la ignició van permetre reduir la longitud i el pes d'aquestes armes, fet que va fer possible la fabricació d'armes de dos canons (un al costat de l'altre), i va popularitzar la caça d'aus en vol.
Al segle xix es feia servir el trabuc espanyol, que era una arma de foc amb la boca acampanada i de gran calibre, d'ús civil, que es va fer famós per ser associat primer amb els guerrillers de la Guerra d'Independència i posteriorment al bandolerisme.
A conseqüència dels avenços en la fabricació de tota mena d'armes fins a la meitat del segle XIX, les escopetes van patir algunes millores. En aquest període es va perfeccionar el canó agolletat, que fa que la boca del canó sigui més estreta, de manera que els perdigons es mantenen més junts en distàncies llargues. Més endavant es va reduir la longitud del canó fins a les magnituds habituals dels nostres dies, de 50 a 80 cm.
El 1880 van aparèixer les escopetes de repetició d'un sol canó, però es van popularitzar amb lentitud. Tot i això, avui constitueixen la majoria de les escopetes comercialitzades. A més de les escopetes tradicionals d'un canó o de dos canons (juxtaposats o superposats), que no han canviat en el segle xx, existeixen també les escopetes semiautomàtiques i de corredera.

## Tipus i recàrrega
Existeixen diversos mecanismes de recàrrega dels cartutxos que defineixen el disseny i operació de l'escopeta. La recàrrega manual clàssica consisteix en un mecanisme basculant que permet fer bascular el canó i deixar al descobert les recambres dels canons, permetent extreure els cartutxos usats i introduir-ne a mà els nous. Les escopetes que segueixen aquest sistema són les de canons en paral·lel, superposades o monotir. Les dues primeres compten amb 2 canons i, per tant, 2 cartutxos llestos per disparar i en el darrer cas un sol canó i cartutx.
Els mecanismes més elaborats permeten emmagatzemar més munició dins mateix de l'escopeta i accelerar la recàrrega. En són exemples les escopetes d'acció de bombament que poden guardar 5 o més cartutxos i les escopetes de forrellat.
També hi ha dissenys d'escopetes semiautomàtiques que poden disparar consecutivament mitjançant un mecanisme que aprofita la força dels gasos del tret per projectar el cartutx usat i carregar-ne un de nou.

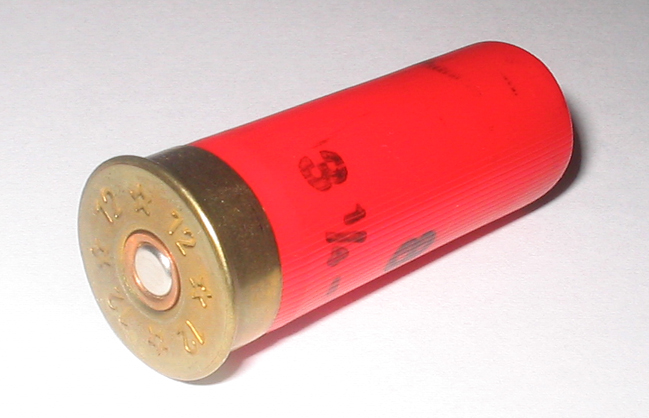
Cartutx d'escopeta típic de calibre 12.

## Calibre

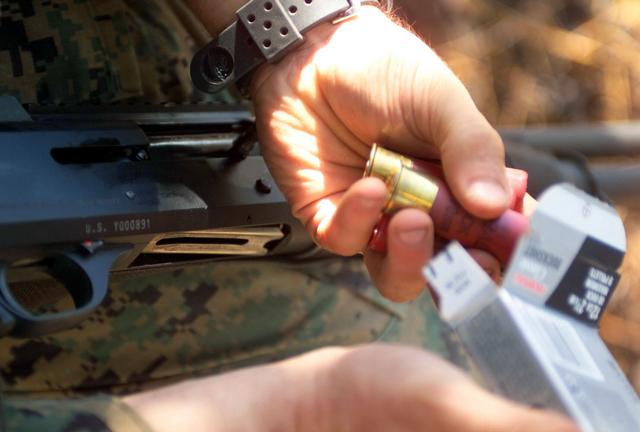
Càrrega de cartutxos de calibre 12.

Les escopetes tenen una designació del calibre diferent d'altres armes de foc. El calibre hi fa referència al nombre d'esferes de plom del diàmetre del canó que tenen un pes total d'una lliura és a dir 453,6 g.
Seguint aquesta regla els valors que defineixen els calibres del cartutxos d'escopeta són:
| Calibre:        | 4     | 8     | 10    | 12    | 16    | 20    | 24    | 28    | 32    | 36 (.410) |
| --------------- | ----- | ----- | ----- | ----- | ----- | ----- | ----- | ----- | ----- | --------- |
| Diàmetre en mm: | 26,73 | 21,22 | 19,97 | 18,53 | 16,84 | 15,63 | 14,71 | 13,97 | 13,37 | 10,2      |

Els calibres més habituals són el 12/70 o 16/65 on el primer nombre és el calibre segons el sistema esmentat i el segon la llargada del cartutx en mm.

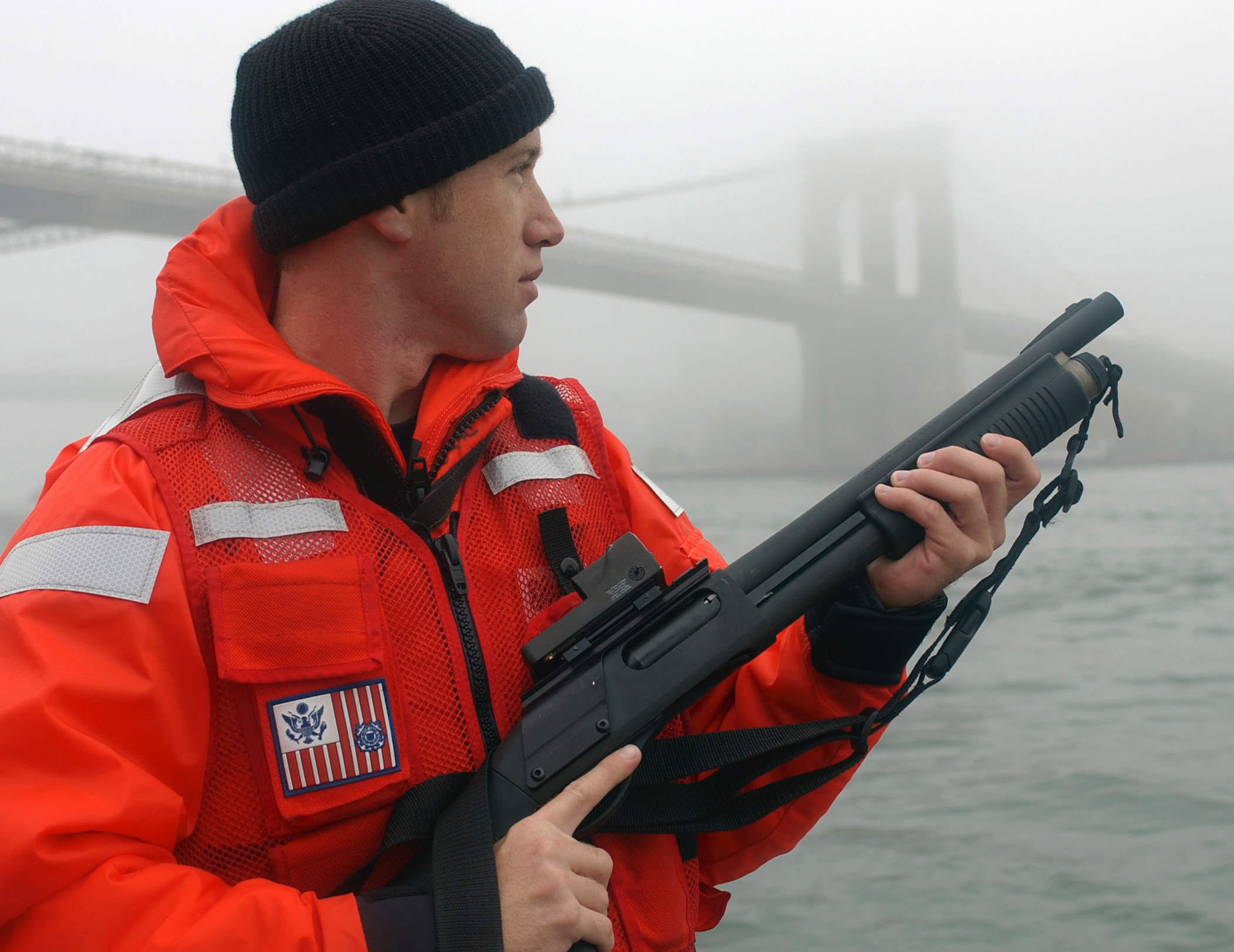
Agent de la Guàrdia de Costa dels Estats Units d'Amèrica amb una escopeta.

El calibre extremadament gran dels cartutxos d'escopeta ha donat lloc a una gran varietat de municions diferents.
Els cartutxos d'escopeta són els més utilitzats, i estan farcits de plom o de perdigons que el substitueixen.
D'aquesta classe general, el subconjunt més comú és el perdigó per a ocells, que utilitza un gran nombre (de dotzenes a centenars) de petits perdigons, destinats a crear una àmplia "zona de dispersió" per caçar ocells a vol. Els cartutxos es descriuen per la mida i el nombre dels perdigons que contenen, i es numeren en ordre invers (com més petit és el nombre, més gran és la mida del perdigó, semblant al calibre de l'ànima). La mida nou (#9) és la més petita que s'utilitza normalment per a la caça i s'empra en petites aus de caça silvestre com la paloma i la guatlla. Les mides més grans s'utilitzen per caçar aus de caça majors i aus aquàtiques.
Els "perdigons per a cérvols" són similars, però més grans, als perdigons per a ocells, i es van dissenyar originalment per a la caça d'animals més grossos, com els cérvols. Mentre que l'arribada de noves tecnologies més precises fa que els perdigons siguin menys atractius per a la caça, encara es fan servir per a usos policials, militars i de defensa domèstica. Els perdigons es descriuen per la mida del perdigó, i els números més grossos indiquen un tret més petit. Del més petit al més gros, les mides són: #4, (anomenat "número quatre"), #1, 0 ("one-aught"), 00 ("double-aught"), 000 ("triple -aught") i 0000 ("four-aught"). Un cartutx típic per a ús defensiu seria un cartutx de perdigons 00 de calibre 12 2 3⁄4 polzades (7.0 cm), que conté 9 perdigons d'aproximadament 84 mil·limetres (3.3 in) de diàmetre, cadascun comparable a una bala .38 Special quant a potencial de dany. Els nous cartutxos de perdigons "tàctics", dissenyats específicament per a ús defensiu, utilitzen un nombre lleugerament menor de trets a menor velocitat per reduir la reculada i augmentar la capacitat de control de l'escopeta. Hi ha algunes bales d'escopeta dissenyades específicament per a ús policial que disparen eficaçment des de 50 iardes (46 m) amb una agrupació de boles de 20” de diàmetre.
Els cartutxos "slug" de l'escopeta són cartutxos que disparen un sol cartutx sòlid. S'utilitzen per a la caça major i en certes aplicacions militars i policials. Els projectils moderns són moderadament precisos, especialment quan es disparen amb canons especials estriats. Sovint s'utilitzen en zones de caça "només per a escopetes" prop de zones habitades, on els rifles són prohibits a causa del seu major abast.
Els sabots són un tipus comú de projectil. Mentre que alguns projectils són exactament això–un projectil metàl·lic del calibre 12 en un cartutx–, el sabot és un projectil més petit però més aerodinàmic envoltat per una sabata d'algun altre material. Aquesta camisa de sabot segella el canó, augmentant la pressió i l'acceleració, alhora que indueix el gir del projectil en un canó estriat. Quan el projectil surt del canó, el material del sabot es desprèn, deixant una bala aerodinàmica i sense marques per continuar cap a l'objectiu. Els avantatges davant d'un projectil tradicional són l'augment de la potència de tret, l'augment de la velocitat del projectil a causa de la massa més lleugera, i l'augment de la precisió a causa de la velocitat i la reducció de la deformació del propi projectil. Els desavantatges davant d'un projectil tradicional inclouen un menor impuls a la boca de foc a causa de la reducció de la massa, un menor dany a causa del menor diàmetre de la bala i un cost per unitat significativament més gran.

### Municions especials
Les propietats úniques de l'escopeta, com ara la gran capacitat de la carcassa, el gran calibre i la manca d'estries, han portat al desenvolupament d'una gran varietat de cartutxos especials, que van des de les novetats fins als cartutxos militars d'alta tecnologia.

#### Caça, defensa i militar
Els projectils del tipus Brenneke i Foster tenen la mateixa configuració bàsica que els projectils normals, però tenen més precisió. La part del darrere buida de la bala Foster millora la precisió en col·locar més massa a la part davantera del projectil, per la qual cosa inhibeix la "caiguda" que poden generar els llimacs normals. La bala Brenneke porta aquest concepte una mica més enllà, amb l'addició d'un tac que roman connectat al projectil després de la descàrrega, augmentant-ne la precisió. Ambdós llimacs es troben comunament amb aletes o costelles, que estan destinades a permetre que el projectil s'estrenyi amb seguretat durant el pas pels estranguladors, però no augmenten l'estabilitat en el vol.
Les bales Flechette contenen dards aerodinàmics, normalment de 8 a 20 unitats. Els flechettes proporcionen un gran abast a causa de la seva forma aerodinàmica i una millor penetració dels blindatges lleugers. Durant la Guerra del Vietnam, les tropes americanes van utilitzar els seus propis cartutxos de flechette, anomenats cartutxos de rusc en honor als cartutxos d'artilleria. No obstant això, el rendiment terminal era pobre degut al pes molt lleuger de les flechettes, i el seu ús es va abandonar ràpidament.
Les rondes de granades utilitzen projectils explosius per augmentar la letalitat a llarga distància. Actualment són experimentals, però hi ha forces militars que consideren l'ús del FRAG-12 britànic, que ve en formes de Alt Explosiu (HE), Alt Explosiu Perforador de Blindatge (HEAP) i Alt Explosiu Fragmentador Antipersonal (HEFA).

#### Rondes menys letals, per al control de disturbis i animals

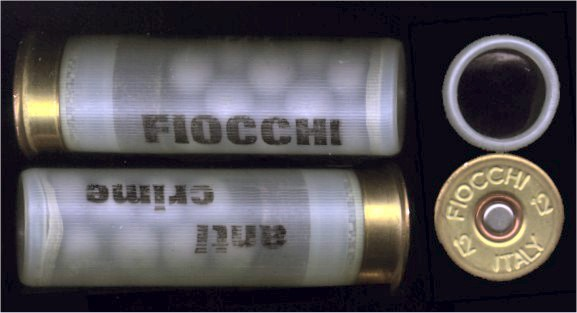
Dos cartutxos de perdigons de goma Fiocchi del calibre 12.

Els cartutxos de goma flexibles, comunament anomenats bosses de fesols, disparen una bossa de tela farcida de perdigons o una substància similar solta i densa. L'efecte de cop de puny de la borsa és útil per enderrocar objectius; les bales són utilitzades per la policia per sotmetre a sospitosos violents. El projectil de bossa de fesols és, de molt, el projectil menys letal més utilitzat. A causa de la gran superfície d'aquestes bales, perden velocitat ràpidament, i han de ser utilitzades a distàncies força curtes per ser efectives, encara que el seu ús a distàncies extremadament curtes, per sota de 3 m (9.8 ft), pot resultar en ossos trencats o altres lesions greus o letals. Les bales també poden volar en forma de frisbee i tallar la persona o l'animal a què es dispara. Per aquest motiu, aquest tipus de projectils s'anomenen menys letals, en comptes de menys que letals.
Els projectils de gas ruixen un cône de gas al llarg de diversos metres. Són principalment utilitzats per la policia antiavalots. Normalment contenen gas pebre o gas lacrimogen. Altres variants llancen un projectil similar a una magrana de gas.
Els projectils de sal de roca es carreguen a mà amb cristals gruixuts de sal de roca, que reemplacen la munició estàndard de plom o acer. Aquests es poden considerar els precursors de les modernes bales menys letals. Als Estats Units, els projectils de sal de roca es fan servir al món rural per defensar les propietats. És poc probable que la sal provoqui lesions greus a llarga distància, però provoca doloroses ferides punxants i serveix d'advertiment. Els guardes de caça britànics han utilitzat projectils de sal per dissuadir els caçadors furtius. En lloc d'entrar en una confrontació física, aguaiten els caçadors furtius, es fan notar amb un fort crit de "Corre!" just abans de disparar, per evitar danys als ulls.
Els projectils de goma o perdigons de goma són, en principi, similars als projectils de bossa de fesols. Compostes de goma o plàstic flexible i disparades a baixa velocitat, aquestes bales són probablement lopció més comuna per al control de disturbis.
Taser International va anunciar el 2007 un nou "projectil electrònic d'abast estès" o "XREP" de calibre 12, que conté una petita unitat de arma d'electroxoc en un suport que es pot disparar des d'una escopeta estàndard de calibre 12. El projectil del XREP està estabilitzat amb aletes i es desplaça a una velocitat inicial de 100 m/s (300 peus/s). Unes pues a la part davantera fixen la unitat d'electroxoc a l'objectiu, amb una borla que es desplega des de la part del darrere per ampliar el circuit. Una ràfega de vint segons d'energia elèctrica és lliurada a l'objectiu. S'esperava que aquest producte sortís al mercat el 2008. Es van utilitzar–tot i estar encara en fase de proves, incomplint la llicència del proveïdor– per la policia de Northumbria en el seu enfrontament amb Raoul Moat el 2010.
Les "bales de ruptura", sovint anomenades "bales frangibles", "desintegradores" o "Hatton", estan dissenyades per destruir els mecanismes de tancament de les portes sense arriscar vides. Estan construïdes amb una substància molt fràgil que transfereix la major part de l'energia a l'objectiu principal, però que després es fragmenta en trossos molt més petits o en pols per no ferir objectius invisibles, com ostatges o no combatents que puguin estar darrere d'una porta oberta.
Les bombes per a ocells són bales de baixa potència que disparen un petard que es fon per explotar poc després de disparar. Estan dissenyades per espantar els animals, com els ocells que es congreguen a les pistes dels aeroports.
Els Screechers disparen un xiulet pirotècnic que emet un fort xiulet durant el seu vol. També s'utilitzen per espantar els animals.
Els cartutxos de cartutx de fogueig només contenen una petita quantitat de pólvora i cap càrrega real. Quan es disparen, els cartutxos de fogueig proporcionen el so i la llampada d'una càrrega real, però sense projectil. Es poden utilitzar per simular trets, espantar la fauna, o com a energia per a un dispositiu de llançament com el Mossberg #50298 llançador de línia marina.
Stinger és un cartutx d'escopeta que conté setze boles de 00-buck fetes per Zytel, i està dissenyat com una munició no letal idealment utilitzada en espais petits.

#### Novel·les i altres
Les bales Bolo tenen dues o més baboses modelades en un filferro d'acer. Quan es dispara, els projectils se separen i tiren del cable creant un full volador, que teòricament podria decapitar persones i animals o amputar membres. No obstant això, molts usuaris actius d'escopetes consideren que això és exagerat, i veuen els projectils bolo com a menys efectius que la munició convencional. Els cartutxos de bolo estan prohibits en molts llocs (inclosos els estats nord-americans de Florida i Illinois) degut a la preocupació per la seva potencial letalitat. El nom de la ronda fa referència a les boles, que utilitzen dues o més boles llastrades en una corda per atrapar el bestiar o la caça.
El terme "alè de drac" es refereix normalment a una escopeta pirotècnica a base de zirconi. Quan es dispara, surt un raig de flames del canó de l'arma (fins i tot 6 m). L'efecte visual que produeix és impressionant, similar al d'un llançaflames de curt abast. Tot i això, té pocs usos tàctics, principalment la distracció/desorientació.
Les bales de bengala són de vegades portades pels caçadors amb fins de seguretat i rescat. Estan disponibles en versions de baixa i alta altitud. Algunes marques afirmen que poden assolir una altura de fins a 200 m.

## Usos
Les escopetes s'han utilitzat històricament en la caça, en la qual encara són majoritàries en la caça menor. També s'utilitzen de forma esportiva per exemple en el tir al plat. També s'utilitzen en funcions de seguretat i defensa, ja sigui en particulars com en la policia o la infanteria militar, per aquest usos són més comuns els models semiautomàtics o amb acció de bombament, per ser més ràpids i tenir més munició preparada a l'arma.